# Tupua Tamasese Tupuola Tufuga Efi
Tupua Tamasese Tupuola Tufuga Efi (ur. 1 marca 1938 w Motoʻotua, Samoa) – O le Ao o le Malo Samoa od 20 czerwca 2007 do 21 lipca 2017, dwukrotny premier w latach 1976–1982 oraz w 1982.

## Edukacja i praca akademicka
Tupua Tamasese Tupuola Tufuga Efi jest członkiem rodziny królewskiej. Jego ojciec, Tupua Tamasese Meaʻole, był pierwszą głową państwa Samoa w latach 1962–1963.
Tufuga Efi uczęszczał do Marist Brothers School w Apii. Edukację kontynuował w St. Patrick's College na przedmieściach Upper Hutt w Nowej Zelandii. Jest absolwentem Uniwersytetu Wiktorii w Wellington.
W ciągu swojej kariery politycznej Tufuga Efi był również aktywny w dziedzinie pracy akademickiej. Zajmował różne stanowiska w stowarzyszeniach naukowych. Był profesorem na Australian National University w Canberze oraz na University of Canterbury w Christchurch w Nowej Zelandii. Tufuga Efi jest także autorem trzech książek oraz wielu publikacji akademickich.

## Kariera polityczna
Karierę polityczną rozpoczął w 1966, gdy został wybrany członkiem samoańskiego parlamentu, Fono. Reprezentował okręg Anoama East z ramienia Partii Chrześcijańsko-Demokratycznej. W latach 1970–1972 zajmował stanowisko ministra pracy.
Po raz pierwszy na stanowisku premiera zasiadał od 24 marca 1976 do 13 kwietnia 1982. Należał w tym czasie do Partii Chrześcijańsko-Demokratycznej. Drugi raz funkcję szefa rządu pełnił w okresie od 18 września do 31 grudnia 1982. Za jego rządów służby publiczne (Public Service Association) ogłosiły strajk generalny, paraliżując kraj na kilkanaście miesięcy. Umożliwiło to wejście Partii Ochrony Praw Człowieka do rządu.
W latach 1985–1988 Efi pełnił funkcję wicepremiera. W 2004 wszedł w skład Rady Zastępców, ciała pełniącego władzę w przypadku nieobecności głowy państwa. Efi jest zaangażowany w program rozwoju oświaty i standardu opieki medycznej w regionie Pacyfiku.

## O le Ao o le Malo (głowa państwa)
Po śmierci głowy państwa Malietoy Tunamafili II 11 maja 2007 Efi jako członek Rady Zastępców został jednym z trzech tymczasowych szefów państwa.
16 czerwca 2007 został wybrany przez parlament (Fono) nowym O le Ao o le Malo. Był jedynym kandydatem na to stanowisko i został wybrany jednogłośnie. 20 czerwca 2007 został oficjalnie zaprzysiężony na stanowisku. Kadencja szefa państwa trwa 5 lat. W 2012 uzyskał reelekcję, nie mając kontrkandydatów.